# Hallsberg (stacja kolejowa)
Hallsberg (szwedzki: Hallsbergs station) – stacja kolejowa w Hallsberg, w regionie Örebro, w Szwecji. Stacja znajduje się w centrum miasta, przy Västra Storgatan i Östra Storgatan. Budynek dworca został zbudowany w 1886 roku przez architekta Adolfa W. Edelsvärda. 
Stacja jest ważnym węzłem kolejowym na Västra stambanan.

## Linie kolejowe
- Godsstråket genom Bergslagen
- Västra stambanan